# Kudai
Kudai, inicialmente llamado Ciao, es un grupo chileno de pop rock formado en 1999 por los cantantes Bárbara Sepúlveda, Tomás Manzi, Nicole Natalino y Pablo Holman. En 2006, Nicole Natalino se alejó de la banda, integrándose en su lugar la cantante ecuatoriana Gabriela Villalba. El 9 de agosto de 2009, se anunció mediante un comunicado oficial, que el grupo se tomaría un descanso para poder realizar otros proyectos no relacionados con la música, y en 2010 se confirmó oficialmente su separación. Tras seis años, el 30 de noviembre de 2016, el grupo confirmó su regreso a los escenarios con los miembros originales. El 14 de julio de 2024, se hizo oficial el regreso de Gabriela Villalba al grupo.
Empezó como una agrupación infantil llamada Ciao, a cargo del mánager Pablo Vega y el productor musical Andrés Sylleros. En 2003, decidieron cambiar el nombre del grupo a Kudai, esta vez bajo el alero del productor musical Gustavo Pinochet, con un estilo orientado hacia el público adolescente y que se consolida con la publicación del álbum Vuelo un año más tarde. Tras dicho trabajo, editaron otros cuatro álbumes de estudio: Sobrevive (2006), Nadha (2008), Laberinto (2019) y Revuelo (2021), además de un álbum en vivo En vivo: desde México (2007).
Kudai tuvo gran éxito en Latinoamérica, dando surgimiento a la cultura emo en la región durante la década del 2000, gracias en gran medida a su estética musical y visual, que se caracterizaba por imprimir mensajes sociales y tocar temas relevantes en la juventud. El grupo fue nominado en la categoría de Mejor Álbum Vocal Pop Dúo o Grupo en los Grammy Latinos 2008; también han recibido distintos premios como MTV Latinos y Orgullosamente Latino.

## Historia

### 1999-2002: Orígenes como Ciao
Pablo Vega, productor y manager mexicano radicado en Chile, formó un grupo infantil llamado Ciao a fines de 1999. Inicialmente, el grupo estaba integrado por Nicole Natalino y Tomás Manzi, y posteriormente por Bárbara Sepúlveda, quien audicionó y reemplazó a otra niña que no pudo continuar dentro del proyecto musical. Finalmente, el grupo quedó conformado por el cuarto integrante, Pablo Holman, quien se unió al grupo por una recomendación, ya que su padre es un reconocido músico de Chile y amigo de un conocido de Vega. El concepto de Ciao consistía en un grupo de niños representados cada uno por un color —Pablo, azul; Bárbara, fucsia; Nicole, morado y Tomás, verde— que interpretaban éxitos del pop italiano.
Ciao publicó su primer y único álbum de estudio, El poder de los niños, a principios de 2002 por EMI Odeón Chilena. Dos sencillos del álbum se promocionaron en las radios chilenas, «Será porque te amo» y «Mamma María», ambos con sus respectivos videoclips. Durante dos años, Ciao hizo apariciones en programas de televisión, hasta que el grupo hizo una transición a un concepto menos infantil, enfocándose a una audiencia más adolescente.

### 2003-2005: Cambio de nombre a Kudai yVuelo
La formación siguió siendo la misma después del cambio de concepto del grupo. El 11 de octubre de 2003 cambiaron oficialmente su nombre a Kudai, que según ellos es una palabra del mapudungun que significa «joven trabajador». «El proceso de Ciao a Kudai fue casi un shock para la mayoría de las personas que nos conocían desde Ciao, pero son cosas que tiene que vivir un grupo, la evolución es una de las palabras que siempre estamos ocupando porque es así, hay que ir evolucionando», dijo Bárbara Sepúlveda sobre el cambio de concepto de la banda. Desde ese momento, comenzaron a prepararse para un desafío posterior, siendo sometidos a clases de canto e interpretación musical de diversos instrumentos y trabajando bajo la producción de Gustavo «Guz» Pinochet. Fue justamente «Guz» el responsable de la mayoría de las letras de Kudai.  
Al año siguiente lanzaron su placa debut Vuelo. Su primer sencillo, «Sin despertar», escaló rápidamente a los primeros lugares de los rankings musicales chilenos. A comienzos de 2005 lanzaron su segundo tema, la balada «Ya nada queda», que también obtuvo gran éxito, al igual que su tercer sencillo, «Escapar». En agosto obtuvieron un disco de platino por Vuelo.
En septiembre de 2005, fueron nominados como "Mejor banda Central" y Mejor Nueva Banda Central en los MTV Video Music Awards Latinoamérica 2005. En ese mismo mes, estrenaron su primer disco en formato DVD, que comprendía la gira 2004-2005 de la banda. Su disco fue editado en más de seis países y el grupo pasó a formar parte del catálogo de la casa discográfica EMI.

### 2006:Sobrevivey cambios en la integración
A inicios del 2006 Kudai se convirtió en la voz de la serie de MTV Quiero mis quinces lanzando un sencillo homónimo que fue incluido en su disco Sobrevive. Desde comienzos de junio de 2006, se supo que la integrante de la banda Nicole Natalino había dejado a Kudai en medio de su gira internacional para regresar sola a Chile. El 21 de junio, la prensa chilena confirma la salida de la joven de la agrupación de manera definitiva por estrés y cansancio, aunque surgieron rumores de conflictos económicos y laborales con su representante, lo que coincide con la salida de la encargada de prensa y además, del cerebro y creador musical de la banda, Guz, por las mismas razones. Dichas especulaciones se confirmarían cuando Natalino entablara una demanda contra el mánager Pablo Vega durante febrero de 2007 por "apropiación indebida".
A los tres miembros restantes de la banda chilena, Pablo, Bárbara y Tomás, se les sumó la participación de la ecuatoriana Gabriela Villalba, quien participó como suplente de Nicole momentáneamente y en octubre de 2006 fue anunciada finalmente su inclusión oficial como miembro de la banda. Luego del oficialismo, regrabaron su última placa en estudio, Sobrevive con la voz de Gabriela, eliminando por completo la participación de Nicole Natalino. Con el relanzamiento se agregó un tema nuevo que compuso Koko Stambuk (antiguo miembro de Glup! y creador de otras agrupaciones como Supernova y Stereo 3).
A nivel hispanoamericano, el grupo obtuvo gran éxito. El 11 de septiembre de 2006, Kudai obtiene el premio por Grupo latino del año en los premios Orgullosamente Latino 2006, con más de 300 mil votos, y el 19 de octubre siguiente, recibió una lengua en los Premios MTV Latinoamérica 2006, bajo la categoría Mejor artista pop, donde habían sido nominados para "Artista revelación" y "Mejor artista Central".

### 2007: Festival de Viña del Mar, premios y radicación en México
Tras haber rechazado un ofrecimiento para la versión de 2006, la banda se presentó con éxito en el XLVIII Festival Internacional de la Canción de Viña del Mar, el 24 de febrero de 2007 llevándose Antorcha de Plata y Oro, pese a las críticas negativas de la prensa especializada chilena y a un público difícil debido a las presentaciones de Gustavo Cerati y Ana Torroja.
Ese mismo año, y debido a la proyección que el país les ofrece, el grupo decide radicarse en México. El 11 de septiembre de este año, Kudai recibe 3 nominaciones para los Premios MTV Latinoamérica 2007 en las categorías "Mejor grupo o dúo", "Mejor artista Central" y "Artista del año", ganando el premio regional Central y Pablo Holman recibió el premio al artista "fashionista" como el de mejor estilo de la gala.

### 2008-2015:Nadha, separación y proyectos personales

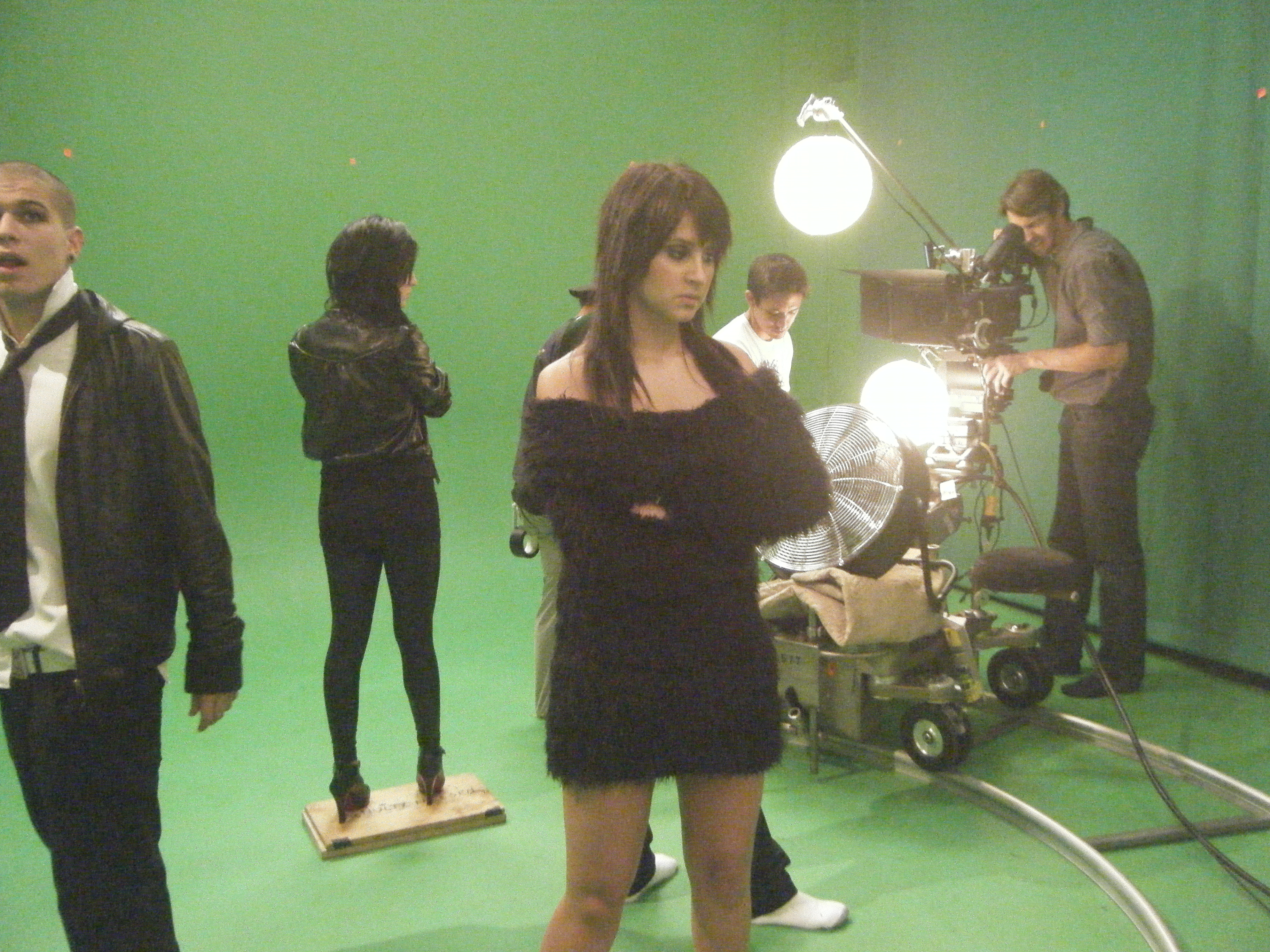
Kudai en 2008 durante la filmación del video musical para la canción «Nada es igual».

A mediados de 2008, lanzaron su nuevo disco Nadha, por el cual ganaron dos premios en los Premios MTV 2008 como Mejor Artista Pop y Mejor Grupo o Dúo. Ese mismo año, realizan una 
participación especial en la telenovela musical argentina Patito Feo, como invitados durante su segunda temporada, con proyección internacional. También participaron junto a los mexicanos RBD y Eiza González en una campaña denominada «Elige estar bien» en la que promocionaron un sencillo homónimo, la canción fue incluida en el disco Empezar desde cero (Fan edition) de RBD. Kudai incluyó un tema inédito llamado «Corre» en el disco Música de los valores. Además, participaron en la campaña de Coca Cola para el lanzamiento del sencillo «Hoy quiero» en Chile y en la banda sonora de la película de Disney, Bolt.
Un año más tarde fueron nominados a los Premios MTV 2009 como Mejor Artista y Mejor Artista del Año. Recibieron un premio especial como reconocimiento a su labor en la campaña Amor sin Violencia, en la que utilizaron su sencillo «Morir de amor» del álbum Nadha. El 9 de agosto, fue anunciado que el grupo se tomaría un descanso para iniciar proyectos personales. Una gira de despedida realizada por la banda a lo largo de Hispanoamérica durante 2010 fue planificada, pero fue finalmente cancelada por problemas personales entre los integrantes del grupo, y por problemas financieros con el manager del grupo. En mayo de 2010, EMI Music editó el disco recopilatorio Grandes éxitos, publicado en junio del mismo año, para luego hacerlo en el resto de Iberoamérica. El receso del cuarteto se inició y cada uno de sus integrantes comenzó a realizar proyectos personales; según Pablo Holman, «simplemente cada integrante decidió descansar junto con su familia, y cada uno ha iniciado proyectos personales».
Holman formó la agrupación pop punk Lillyput, para después sumarse como bajista a la banda de metal Entertain The Beast. Gabriela Villalba empezó una carrera profesional en una empresa con fines ecológicos. Tomás Manzi y Bárbara Sepúlveda formaron Amitié, lanzando el 8 de octubre de 2012 su primer disco Jardín secreto, promocionado con el videoclip Sé, compuesto por Gustavo Pinochet.

### 2016-2019: Reencuentro yLaberinto
En 2016, después de haber cumplido 10 años de la salida de Nicole Natalino de la banda se han llevado a cabo diferentes encuentros entre los cuatro integrantes originales de la banda. No formaron parte de estas conversaciones ni el exmánager de la banda Pablo Vega ni la ecuatoriana Gabriela Villalba. Con la reincorporación de Natalino al grupo, el cuarteto vuelve a la formación original luego de una década, llevando a cabo conversaciones acerca de la reanudación del proyecto entre el compositor Gustavo Pinochet y los integrantes de la banda. El 30 de noviembre, la banda presentó su nuevo logo del grupo mediante un streaming hecho en la página oficial de Facebook, prevaleciendo la típica "K" pero con largos más rectos, anunciando además que se presentarán el día 3 de diciembre del mismo año, en la Teletón 2016.
Durante 2017 se llevó a cabo una pequeña gira por algunos países bajo el nombre de El Reencuentro, estrenando un sencillo independiente titulado «Aquí estaré». En septiembre del mismo año, firma con la multinacional Sony Music, iniciando de esta manera la grabación de su cuarto disco de estudio Laberinto.
El 4 de mayo de 2018, se estrenó el primer sencillo de este cuarto disco titulado «Piensa», el cual llegó a los primeros lugares en los rankings de las radios chilenas. El 17 de agosto se estrenó su segundo sencillo llamado «Lluvia de fuego» e iniciando paralelamente una nueva gira bajo el nombre de Lluvia de Fuego Tour. El 23 de noviembre, se lanzó el tercer sencillo «Dime cómo fue». Finalmente, el cuarto álbum del grupo Laberinto se lanzó el 15 de marzo de 2019. Tuvo la participación de varios compositores y productores, entre ellos, compositores históricos del grupo como Gustavo Pinochet y José Miguel Alfaro, también participaron Alejandro Sergi de Miranda!, Sebastián Schon y como productor general del disco Gerardo López.

### 2020-2024:Revuelo
En 2020, regresan a la palestra musical con una nueva versión de su tema «Sin despertar», que sería el sencillo principal de lo que sería su quinto álbum de estudio. En octubre del mismo año, la banda lanza una nueva versión de su tema «Escapar», el tercer sencillo de su álbum debut en 2005. Una nueva edición del tema «Ya nada queda» se publicó el 12 de febrero de 2021, junto con el lanzamiento digital del disco Revuelo. Dicho material contó con nuevas versiones de sus temas anteriores e incluye 3 canciones inéditas «Distancia», «Seré tu luz» y «Vuelve a mí».

### 2024-presente:Revivey regreso de Villalba
En julio de 2024, Kudai anunció a través de su perfil en Instagram que Gabriela Villalba, quién no había colaborado con el grupo desde 2009, se volvería a unir a las filas de la agrupación, a su vez, el grupo anunció una nueva gira con el título Revive, en la cual visitarán países como Chile, México, El Salvador, Estados Unidos, Brasil y Colombia. También anunciaron que lanzarán nueva música con esta nueva formación.
Durante su paso por México, la banda confirmó que el 20 de febrero de 2025 lanzarán su primer sencillo como quinteto, titulado «Karma», tema que ya habían tocado en vivo durante la gira, retomando el estilo pop rock que los ha caracterizado durante su trayectoria y siendo la primera vez en la historia de Kudai que se cuenta con la participación tanto vocal como visual de Nicole Natalino y Gabriela Villalba en una misma canción.  
En marzo del año 2025, se anunció que debido al éxito del "Revive Tour" y buena percepción con empresarios, el grupo regresaría a México con el llamado "Emo Tour" con el cuarteto original, sin embargo, semanas más tarde por medio de un video, Nicole Natalino explicó que se tomaría una pausa momentánea debido a su embarazo. Es por esto que Gabriela Villalba ocuparía su lugar dándolo a conocer en un comunicado vía redes sociales.

## Miembros
| Miembros actuales - Pablo Holman – voces, guitarra ocasional (1999–2010, 2016–presente) - Bárbara Sepúlveda – voces (1999–2010, 2016–presente) - Tomás Manzi – voces (1999–2010, 2016–presente) - Nicole Natalino – voces (1999–2006, 2016–presente) - Gabriela Villalba – voces (2006–2010, 2024-presente) | Colaboradores actuales - Diego Ramírez – músico, productor y director general (2016–presente) - Diego Ellwanger – batería, percusión (2018–presente) - Cristian Verdugo – guitarras (2018–presente) Colaboradores anteriores - Nicholas Rioseco – guitarras (2004–?) - José Luis Santander – guitarras (2004–?) - Fernando Sepúlveda – bajo (2005–?) - Gerry Reymart – batería (2007–?) - Samuel Almendra – teclados (2005–?) - Daniel Cheul – batería (2004–2005) - Juan Carlos Raglianti – batería (2005–2007, 2016–2017) |

## Discografía
Álbumes de estudio
- 2002: El poder de los niños (como Ciao)
- 2004: Vuelo
- 2006: Sobrevive
- 2008: Nadha
- 2019: Laberinto
- 2021: Revuelo

## Giras musicales
- Gira Ciao: El Poder de los Niños (2002)
- Gira Vuelo (2004-2005)
- Tour Vuelo (2005-2006)
- Gira Sobrevive (2006-2007)
- Gira Nadha (2008-2009)
- Gira Latinoamericana Movistar (con Amaia Montero) (2009)
- Gira El Reencuentro (2017)
- Lluvia De Fuego Tour (2018-2019)
- 2000's Pop Tour (2022-2023)
- Revuelo Tour (2022-2023)
- Tour Vuelo (2024)
- Showcase for fans [Exclusivo para México y Chile] (2024-2025)
- Revive Tour (2024-2025)
- Emo Tour / Rock Tour [Exclusivo para México, sin Nicole] (2025)
- Tour 4Fans 2025 [Sin Nicole] (2025)

## Premios y nominaciones
| Año  | Premio                    | Categoría                     | Resultado |
| ---- | ------------------------- | ----------------------------- | --------- |
| 2005 | Premios MTV Latinoamérica | Mejor artista Central         | Nominado  |
| 2005 | Premios MTV Latinoamérica | Mejor artista nuevo Central   | Nominado  |
| 2005 | Premio APES               | Mejor Grupo joven             | Ganador   |
| 2006 | Orgullosamente Latino     | Grupo latino del año          | Ganador   |
| 2006 | Premios MTV Latinoamérica | Mejor artista Central         | Nominado  |
| 2006 | Premios MTV Latinoamérica | Artista revelación            | Nominado  |
| 2006 | Premios MTV Latinoamérica | Mejor artista pop             | Ganador   |
| 2006 | Copihue de Oro            | Grupo rock - pop              | Ganador   |
| 2007 | Festival Viña del Mar     | Antorcha de oro y Plata       | Ganador   |
| 2007 | Orgullosamente Latino     | Grupo latino del año          | Nominado  |
| 2007 | Premios 40 Principales    | Mejor artista de Chile        | Ganador   |
| 2007 | Premios MTV Latinoamérica | Mejor artista Central         | Ganador   |
| 2007 | Premios MTV Latinoamérica | Mejor grupo o dúo             | Nominado  |
| 2007 | Premios MTV Latinoamérica | Artista del año               | Nominado  |
| 2007 | Premios MTV Latinoamérica | Artista fashonista (Pablo)    | Ganador   |
| 2008 | Premios Oye!              | Premio Social a la Música     | Ganador   |
| 2008 | Premios MTV Latinoamérica | Mejor artista pop             | Ganador   |
| 2008 | Premios MTV Latinoamérica | Mejor grupo o dúo             | Ganador   |
| 2008 | Premios MTV Latinoamérica | Mejor artista Central         | Nominado  |
| 2008 | Premios MTV Latinoamérica | Artista fashonista (Gabriela) | Nominado  |
| 2008 | Premios Grammy Latino     | Mejor Álbum Pop Duo O Grupo   | Nominado  |
| 2009 | Orgullosamente Latino     | Video latino del año          | Nominado  |
| 2009 | Orgullosamente Latino     | Grupo latino del año          | Ganador   |
| 2009 | Premios MTV Latinoamérica | Artista del Año               | Nominado  |
| 2009 | Premios MTV Latinoamérica | Mejor Artista Centro          | Nominado  |
| 2009 | Premios MTV Latinoamérica | Premio Chiuku                 | Ganador   |
| 2016 | Teletón 2016 (Chile)      | Premio Corazón de Oro         | Ganador   |
| 2016 | AR Awards                 | Regreso del año               | Ganador   |